# Elementos de matemática

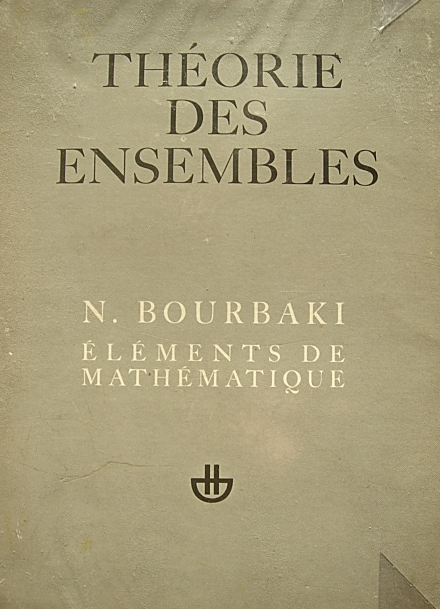
Nicolas Bourbaki. Primer tomo de la nueva edición de los Elementos de matemática, 1970, Hermann.

Elementos de matemática es un tratado de matemáticas del grupo Nicolas Bourbaki, compuesto de diez libros. Los primeros tomos fueron publicados por ediciones Hermann a partir de 1940, primero en forma de fascículos, después como volúmenes relacionados. A causa de desacuerdos con el editor, la publicación fue retomada en los años 1970 por el CCLS, y en los años 1980 por ediciones Masson. Desde 2006 Springer Verlag reedita todos los fascículos.
El singular «matemática» utilizado en el título es obra voluntaria de los autores, que sostenían que esta disciplina constituye un bloque único, contrariamente a lo que sugiere el intitulado habitual. Contrariamente, los Elementos de historia de las matemáticas, de los mismos autores, adopta el plural, para indicar que, antes de Bourbaki, las matemáticas eran un conjunto esparcido de disciplinas, y que  la versión moderna de estructura  es lo que ha permitido su unificación.

## Contenido
- Libro I: Teoría de conjuntos   (designado por E)

1. Descripción de la matemática formal
2. Teoría de conjuntos
3. Conjuntos ordenados, Cardinales, Números enteros
4. Estructuras

Fascículo de resultados
- Libro II: Álgebra   (designado por A)

1. Estructuras algebraicas
2. Álgebra lineal
3. Álgebra tensorial, Álgebra exterior, Álgebra simétrica
4. Polinomios y fracciones racionales
5. Cuerpo (matemáticas)
6. Grupos y cuerpo ordenado
7. Módulos sobre los anillos principales
8. Módulos y anillos semi-simples
9. Formas sesquilineales y formas cuadráticas
10. Cohomología

- Libro III: Topología general   (designado por TG)

1. Estructuras topológicas
2. Estructuras uniformes
3. Grupos topológicos
4. Números reales
5. Grupos uniparamétricos
6. Espacios numéricos y espacios proyectivos
7. Los grupos aditivos {\displaystyle \mathbb {R} ^{n}}
8. Números complejos
9. Utilización de números reales en topología general
10. Espacios funcionales

- Libro IV: Funciones de una variable real   (designado por FVR)

1. Derivadas
2. Primitivas e integrales
3. Funciones elementales
4. Ecuaciones diferenciales
5. Estudio local de funciones
6. Desarrollos de Taylor generalizados. Fórmula sumatoria de Euler-Maclaurin
7. La función gamma

- Libro V: Espacios vectoriales topológicos   (designado por EVT)

1. Espacios vectoriales topológicos sobre un cuerpo valuado
2. Conjuntos convexos y espacios localmente convexos
3. Espacios de aplicaciones lineales continuas
4. La dualiidad en los espacios vectoriales topológicos
5. Espacios de Hilbert (teoría elemental)

- Libro VI: Integración   (designado por INT)

1. Desigualdades de convexidad
2. Espacios de Riesz
3. Medidas sobre los espacios localmente compactos
4. Prolongación de una medida de espacios {\displaystyle L^{p}}
5. Integración de medidas
6. Integración vectorial
7. Medida de Haar
8. Convolución y representaciones
9. Integración sobre los espacios topológicos separados

- Libro VII: Álgebra conmutativa   (designado por AC)

1. Módulos planos
2. Localización (matemática)
3. Graduaciones, filtraciones y topologías
4. Ideales primos asociados y descomposición prima
5. Enteros
6. Valuaciones
7. Divisores
8. Dimensión
9. Anillos locales noetherianos completos
10. Profundidad, regularidad, dualidad

- Libro VIII: Variedades diferenciales y analíticas   (designado por VAR)

Fascículo de resultados
- Libro IX : Grupos y álgebras de Lie   (designado por LIE)

1. Álgebras de Lie
2. Álgebras de Lie libres
3. Grupos de Lie
4. Grupos de Coxeter y sistemas de Tits
5. Grupos engendrados por reflexiones
6. Sistemas de raíces
7. Sub-álgebras de Cartan, elementos regulares
8. Álgebras de Lie semi-simples desplegadas
9. Grupos de Lie reales compactos

- Libro X: Teorías espectrales  (designado por TS)

1. Álgebras normadas
2. Grupos localmente compactos conmutativos

- Libro XI: Elementos de historia de las matemáticas

## Evolución del proyecto
El primer volumen en publicarse, en 1939, fue el Fascículo de resultados de la Teoría de conjuntos. La publicación de los volúmenes siguientes no respeta el orden del tratado. Así, el décimo capítulo de Álgebra conmutativa, fue el último volumen publicado, en 1998. Los Elementos de matemática, hasta la fecha, están inacabados. La mayoría de los libros publicados se encuentran agotados desde hace años. 